# Preska, Sodražica
Preska je naselje v Občini Sodražica.